# Léo Paulista
Pour les articles homonymes, voir Léo et Paulista.
Leopoldo Roberto Markovsky, communément appelé Léo Paulista, né le 29 août 1983 à São Paulo, est un ancien footballeur brésilien. Il évoluait au poste d'attaquant.